# Marian Murawski (malarz)

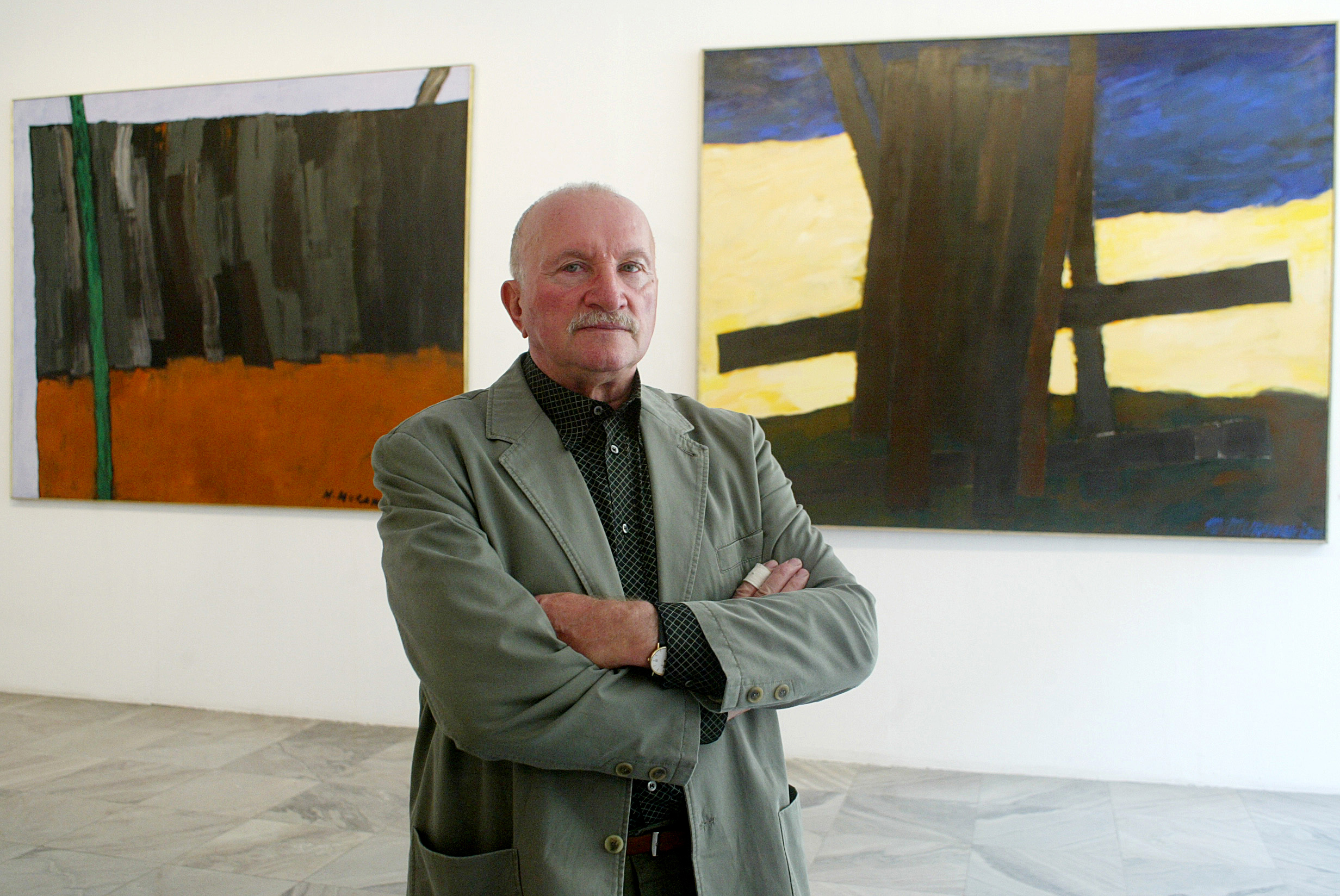
Marian Murawski podczas wernisażu w Warszawie w 2003 roku

Marian Murawski (ur. 26 marca 1932 roku w Podleszczewie koło Suwałk, zm. 17 października 2022)– polski malarz, grafik, ilustrator książek, głównie dla dzieci, młodzieży, projektant opakowań i plakatów.

## Życiorys
Ukończył Akademię Sztuk Pięknych w Warszawie w 1960 roku z wyróżnieniem rektorskim (dyplom w pracowni prof. Józefa Mroszczaka w dziedzinie grafiki użytkowej oraz w pracowni prof. Wojciecha Fangora w dziedzinie malarstwa). W latach 1960–1964 pracował jako asystent w pracowni prof. Józefa Moszczanka. Był również wykładowcą w dziedzinie ilustracji i grafiki książkowej w Instituto Cubano del Libro w Hawanie. W latach 1978–1979 był stypendystą Ministra Kultury i Sztuki.
Artysta wychowywał się na terenach północno-wschodniej polski w bogatej mozaice kulturowej czasów powojennych. Inspiracje dla swojej twórczość czerpie z polskiego folkloru i ludowości, tworząc nietuzinkowy styl narracji rzeczywistości. Wykreowana przez niego wizja w sposób abstrakcyjny, lecz spójny personifikuje krajobraz. Murawski na obrazach ożywia płoty, strachy na wróble tworząc z nich hybrydowe postacie "kukłady" emanujące ludzkimi emocjami. Całość kompozycji dopełnia gra kolorów, popadająca w skrajności - barw intensywnych z wszelakimi odcieniami szarości. Jest również jednym z prekursorów polskiej grafiki i ilustracji. W latach siedemdziesiątych i osiemdziesiątych XX wieku zajmował się oprawą graficzną kultowych bajek dla dzieci i młodzieży. Malarstwo i ilustracje eksponował na ponad stu wystawach w kraju i za granicą. Podczas swojej artystycznej działalności został wielokrotnie nagrodzony.
Był jurorem podczas Biennale Ilustracji Złote Pióro w Belgradzie oraz Biennale Ilustracji Bratysława (BIB ’91).

## Zlustrowane książki
- Wiktor Woroszylski, Podmuch malowanego wiatru, wyd. Nasza Księgarnia, Warszawa, 1966
- Wojciech Żukrowski, Porwanie w Tiutiurlistanie, wyd. Nasza Księgarnia, Warszawa, 1970
- Anna Kamieńska, Są takie wyspy, wyd. Nasza Księgarnia, Warszawa, 1970
- Michał Federowski, Diabelskie skrzypce. Baśnie białoruskie, wyd. Ludowa Spółdzielnia Wydawnicza, Warszawa, 1973
- Nicolas Guillen, Wiersze, wyd. Editorial Gente Nueva, Hawana, 1974
- Stefan Majchrowski, Córka księżyca, wyd. Ludowa Spółdzielnia Wydawnicza, Warszawa, 1974
- Michał Wyszomirski, Najpiękniejsze miejsce w lesie, wyd. Krajowa Agencja Wydawnicza, Warszawa, 1975
- Václav Čtvrtek, Jak diabeł szukał dziury do piekła, wyd. Krajowa Agencja Wydawnicza, Warszawa, 1976
- Michael Ende, Momo, wyd. Nasza Księgarnia, Warszawa, 1978
- Henryk Sienkiewicz, Baśnie i legendy, wyd. Ludowa Spółdzielnia Wydawnicza, Warszawa, 1978
- Teodor Goździkiewicz, Opowieści krajobrazu, wyd. Ludowa Spółdzielnia Wydawnicza, Warszawa, 1978
- Danuta Wawiłow, Oleg Usenko, Bajka o królewiczu, kalejdoskopach i babie, wyd. Nasza Księgarnia, Warszawa, 1980
- Kornelia Dobkiewiczowa, Róże w błękitnym polu. Podania i opowieści o zamkach Dolnego Śląska, wyd. Nasza Księgarnia, Warszawa, 1982
- Księga bajek polskich, wyd. Ludowa Spółdzielnia Wydawnicza, Warszawa, 1988
- Hans Christian Andersen, Królowa śniegu, wyd. Krajowa Agencja Wydawnicza, Warszawa, 1986
- Pierre Gripari, Opowieści z ulicy Broca, wyd. Nasza Księgarnia, Warszawa, 1987
- Hans Christian Andersen, Słowik, Agencja Wydawnicza Varsovia, Warszawa, 1989
- Karel Čapek, Wielka bajka kocia, Philip Wilson, Warszawa, 1994
- przeł. i oprac. Aleksander Barszczewski, Niewyczerpany dzban. Baśnie ziemi mińskiej, smoleńskiej, mohylewskiej, grodzieńskiej i Polesia, wyd. Ludowa Spółdzielnia Wydawnicza, Warszawa, 1976

## Wystawy zbiorowe

### Malarstwo
- Festiwal malarstwa w Zachęcie lata 1968, 1970
- Warszawski festiwal sztuk pięknych Galeria DAP OW ZPAP rok 2004, 2006
- "Warszawa Wilnu" (dwa obrazy) rok 2004
- Wystawa polskiego malarstwa w Kijowie (dwa obrazy) rok 2004

### Ilustracje
- Paryż, Centre Pompidou – Wystawa laureatów BIB 1978
- Nowy Jork
- Tokio
- Osaka
- São Paulo
- Moskwa
- Meksyk
- Londyn
- Frankfurt
- Bruksela
- Bratysława
- Brno
- Belgrad
- Sofia
- Bukareszt
- Warszawa - Zachęta
- Budapeszt

## Wystawy indywidualne

### Malarstwo
- Galerii DAP okręgów ZPAP 2002 rok Warszawa
- Galeria "Test" 2000, 2008 rok Warszawa
- Muzeum sztuki współczesnej 2001 rok Łomża
- Rokis Galeria Chłodna 20, 2003 Suwałki
- Galeria Abbey House, 2013 rok Warszawa

### Ilustracje
- Gӧteborg 1980, 1983, 1993
- Tirrenia 1982
- Viareggio 1984
- Warszawa (Kordegarda) 1989
- Belgrad 1990
- Bratysława 1991
- Kraków (Cafe Schafe) 2009
- Barcelona 1993
- Tel Aviv 1994

## Nagrody i wyróżnienia
- Złoty medal - Międzynarodowe Biennale w São Paulo (zespołowo za ilustracje 1966)
- Złote Jabłko - I Biennale Ilustracji w Bratysławie (1967)
- Srebrny Medal - V Międzynarodowe Biennale Grafiki Użytkowej Brno (1972)
- Złote Jabłko - VI Biennale Ilustracji w Bratysławie (1977)
- Złota Plakieta - Premi Internacional Catalonia d'illustracio w Barcelonie (1988)
- Grand Prix - XII Biennale Ilustracji w Bratysławie (1989)
- Medal za zasługi dla kultury polskiej - Minister Kultury i Sztuki (1989)
- Nagrody za twórczość artystyczną dla dzieci i młodzieży - Prezes Rady Ministrów (1978)
- Nagroda IBBY – całokształt twórczości w dziedzinie ilustracji książkowej (2008)
- Włócznia Jaćwingów – Nagroda Miasta Suwałk (2008)
- Srebrny Krzyż Zasług – Prezydent RP (1989)